# Ardisia crasseovata
Ardisia crasseovata är en viveväxtart som beskrevs av Benjamin Clemens Masterman Stone. Ardisia crasseovata ingår i släktet Ardisia och familjen viveväxter. Inga underarter finns listade i Catalogue of Life.